# Micrathous
Micrathous là một chi bọ cánh cứng trong họ 
Elateridae.
Chi này được miêu tả khoa học năm 1971 bởi Lane.

## Các loài
Các loài trong chi này gồm:
- Micrathous brevis (Van Dyke, 1932)
- Micrathous sordidus (Van Dyke, 1932)